# Nowieczek
Nowieczek – wieś w Polsce, położona w województwie wielkopolskim, w powiecie śremskim, w gminie Dolsk. 

## Podział
| SIMC    | Nazwa  | Rodzaj     |
| ------- | ------ | ---------- |
| 0582396 | Maliny | przysiółek |
| 0582380 | Nowiec | część wsi  |

W latach 1975–1998 wieś administracyjnie należała do województwa poznańskiego.

## Położenie
Wieś położona 5 km na północny wschód od Dolska przy Jeziorze Nowiec, zwanym Błażejewskim. We wsi znajduje się skrzyżowanie z drogami powiatowymi: nr 4078 z Drzonku do Dobczyna oraz nr 4085 do Księginek przez Ostrowieczno.

## Historia
W historycznych dokumentach od XIV wieku notowana jest wieś o nazwie Nowiec Mały, która jest czasem wiązana z obecną wsią Nowieczek i być może była częścią wsi Nowiec. Historycy jednak nie mają co do tego pewności, czy obecna osada Nowieczek powstała na terenie historycznego Nowca Małego. Wieś Nowiec Mały występuje w średniowieczu ale nie występuje już w późniejszych rejestrach poborowych z XVI wieku. Na późniejszej mapie Gilly’ego widoczny jest tylko Nowiec, zaś na mapie Perthéesa nie ma obu wsi.
Nowiec Mały wielokrotnie odnotowany został w łacińskich dokumentach z 1399 jako "de Parvo Novecz", w 1424 "de Utroque Nowecz", 1434 "de duplici Nowecz", 1444 "in Minori Nowyecz", 1462 "in Minori Nowecz", 1470 "in vtraque Nowyecz Maiori et Minori", 1479 "in Vtraque Nowyecz". W Słowniku historyczno-geograficznym województwa poznańskiego w średniowieczu wieś mimo powiązania jej z obecnym Nowieczkiem odnotowana została jako "nie istniejąca między Nowcem, a Masłowem".
Historyczny Nowiec Mały był własnością szlachecką należącą do Nowieckich, którzy od nazwy wsi Nowiec przyjęli odmiejscowe nazwisko. Leżał pomiędzy tymi wsiami w powiecie kościańskim województwa poznańskiego w Koronie Królestwa Polskiego. W 1510 wieś należała w parafii Dolsk.
Pierwszy zapis o wsi z 1399 odnotowuje karę finansową dla miejscowości. W 1424 wspomniany jest jako właściciel Wojciech Nowiecki, z Nowca, w latach 1444-1445 Paweł Chlebowski, w 1445 Katarzyna i w latach 1445-1462 Chwałka. W połowie XV wieku odnotowano siostry rodzodzone oraz niedzielne, córki Wojciecha Nowieckiego: w latach 1445-1462 Elżbietę, w latach 1470-1472 Beatę wdowę po Wojciechu Świekockim, a w latach 1472-1479 Elżbietę żonę Jana Przetockiego.
W 1445 odnotowano w Nowcu Małym folwark oraz błoto dzielące wsie Nowiec i Nowiec Mały.
Wskutek II rozbioru Polski w 1793, miejscowość przeszła pod władanie Prus i jak cała Wielkopolska znalazła się w zaborze pruskim. W 1896 miejscowość przeszła w ręce niemieckie. Do atrakcji turystycznych należy dworek z końca XIX wieku, później przebudowany oraz budynki folwarczne, do których należy wozownia z 1877 i obora z 1881.